# Château de Malton
Le château de Malton était un château situé à Malton, dans le Yorkshire du Nord, en Angleterre. William Tyson, seigneur d'Alnwick au XIe siècle, construisit une motte en bois et un château fort sur le site du fort romain de Derventio Brigantum. Le château a été donné à Eustace Fitz John, qui le reconstruisit en pierre.
Il négocia la commande du château au roi d'Écosse David Ier en 1138. Les Écossais le garnirent, mais il fut capturé plus tard la même année. Les rois d'Angleterre Richard Cœur de Lion et Édouard II visitèrent respectivement le château en 1189 et 1307. Le château fut défendu contre le roi Jean sans Terre pendant la première guerre des barons. Après la bataille d'Old Byland, pendant le Grand raid de 1322, le château fut capturé et détruit par le roi des Écossais Robert Ier en 1322. Le château n'a pas été réparé et est tombé en ruine.
Une maison a été construite sur le site en 1569 par Ralph Lord Eure, qui fut héritée par deux sœurs de la famille Eure, Margaret et Mary. En 1674, elles entrèrent en conflit et portèrent leurs arguments devant le shérif du comté, qui détruisit la maison et mit les pierres en deux piles égales à partager entre les sœurs.